# Klan Takeda

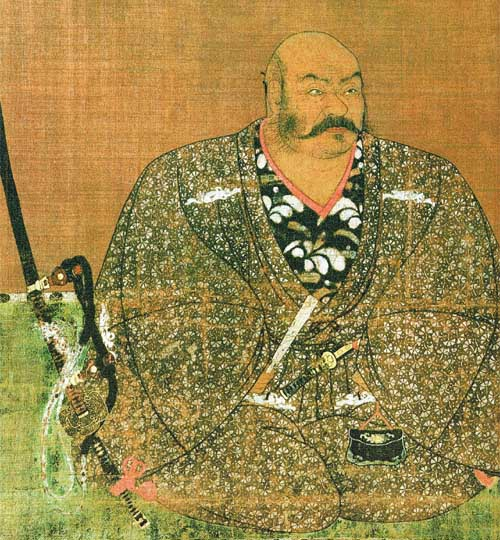
Takeda Šingen

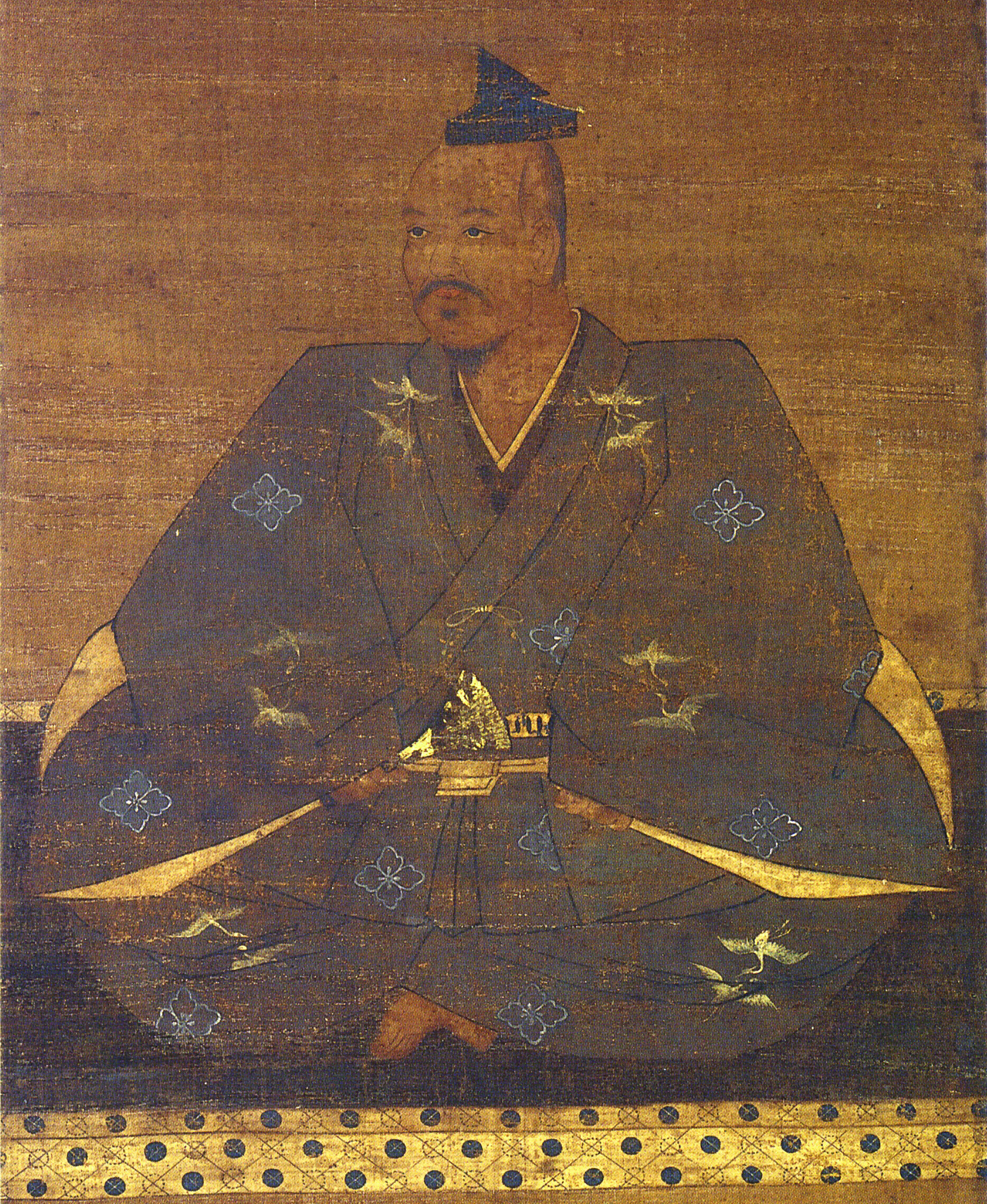
Takeda Harunobu

Klan Takeda (japonsky 武田氏, Takeda-ši) byl japonský samurajský klan aktivní od pozdního období Heian až do konce 16. století. Klan byl založen v provincii Kai v dnešní prefektuře Jamanaši. Největšího vlivu dosáhl za vlády Takedy Šingena, jednoho z nejslavnějších vládců té doby. V tomto klanu se předávalo bojové umění Takeda-rjú, resp. jeho odnož Daito-rjú.